# Arsène Lupin (film fra 2004)
 For alternative betydninger, se Arsène Lupin. (Se også artikler, som begynder med Arsène Lupin)
Arsène Lupin er en fransk film fra 2004. Handlingen baserer sig løst på romanserien af Maurice Leblanc.

## Handling
Filmen følger den frygtløse mestertyv og gentleman Arsène Lupin (Romain Duris), fra hans barndom, hvor han bliver oplært i
tyvefaget af sin far til hans bedrifter som voksen hvor han begår det ene spektakulære indbrud efter det andet, altid stjæler han fra de rige og de forbrydere som har fortjent at blive bestjålet og aldrig vil han slå nogen ihjel, lige meget hvad det kommer til, at koste ham. Politiet er på sporet af ham, med et hemmeligt våben. Og den mystiske Joséphine (Kristin Scott Thomas) er efter ham, godt nok af andre årsager.

## Medvirkende
- Romain Duris – Arsène Lupin
- Kristin Scott Thomas – Joséphine (Hertuginde af Cagliostro)
- Pascal Greggory – Beaumagnan
- Eva Green – Clarisse de Dreux-Soubise
- Robin Renucci – Hertugen af Dreux-Soubise
- Patrick Toomey – Léonard
- Mathieu Carrière – Hertugen af Orléans
- Philippe Magnan – Bonnetot
- Philippe Lemaire – Kardinalen af Etigues
- Marie Bunel – Henriette Lupin
- Aurélien Wiik – Jean Lupin
- Guillaume Huet – Arsène Lupin som barn
- Adèle Csech – Clarisse som barn

## Eksterne links
- Arsène Lupin på Internet Movie Database (engelsk)
- Arsène Lupin på Filmdatabasen
- Arsène Lupin på Scope
- Arsène Lupin i Svensk Filmdatabas (svensk)
- Arsène Lupin på AlloCiné (fransk)
- Arsène Lupin på MovieMeter (nederlandsk)
- Arsène Lupin på AllMovie (engelsk)
- Arsène Lupin på Turner Classic Movies (engelsk)
- Arsène Lupin på The Movie Database (engelsk)
- Arsène Lupin på Filmaffinity (engelsk)

| Film | Spire Denne filmartikel er en spire som bør udbygges. Du er velkommen til at hjælpe Wikipedia ved at udvide den. |